# Jaworzyna (1173 m)
Jaworzyna (słow. Javorina, 1173 m) – szczyt w Beskidzie Żywiecko-Kisuckim. Znajduje się w głównym grzbiecie tego pasma, w Grupie Wielkiej Raczy, pomiędzy szczytami Bugaj (1140 m) i Kikula (1119 m). Grzbietem tym przebiega granica polsko-słowacka i Wielki Europejski Dział Wodny. W północno-zachodnim kierunku (na polską stronę) opada z Jaworzyny grzbiecik oddzielający potok Z Ciapkowa od potoku Abramów, w południowo-wschodnim kierunku (na słowacką stronę) odbiega krótki grzbiet ze szczytem Kýčerka (1050 m)>.
Jaworzyna jest porośnięta lasem. Na jej grzbiecie znajdowała się duża i dawniej wypasana polana, obecnie jednak zarasta ona już lasem. Przez Jaworzynę, górnym obrzeżem zarastającej polany prowadzi czerwony szlak turystyczny. Po minięciu wierzchołka w kierunku Kikuli prowadzi on leśną przecinką graniczną, po obydwu stronach której rosną dwa zupełnie różne lasy; po słowackiej stronie jest to pierwotny las bukowy, po polskiej wtórny las świerkowy. Przy schodzeniu z Jaworzyny na przełęcz między Jaworzyną a Kikulą z przecinki tej widoczny jest szczyt Majów, Wielka Rycerzowa z Halą Rycerzową, a w oddali masyw Pilska.
Polskie stoki Jaworzyny znajdują się w granicach miejscowości Rycerka Górna w województwie śląskim, w powiecie żywieckim, w gminie Rajcza. W regionalizacji fizycznogeograficznej Polski według Jerzego Kondrackiego Grupa Wielkiej Raczy zaliczana jest do Beskidu Żywieckiego, w nowszej polskiej regionalizacji z 2018 roku do Beskidu Żywiecko-Kisuckiego, na Słowacji do Beskidu Kisuckiego.

## Szlaki turystyczne
odcinek: Wielka Racza – Jaworzyna – przełęcz Przegibek – Bania – Przegibek – Majcherowa – Przełęcz pod Rycerzową.